# Lördagskvällar
Lördagskvällar är en svensk komedifilm från 1933 i regi av Schamyl Bauman. I huvudrollerna ses Edvard Persson, Gideon Wahlberg och Dagmar Ebbesen.

## Handling
De båda vännerna Nappe och Johan råkar ut för bedragaren Johnny. Nappes dotter Karin och Johans son Gösta är förlovade, men Nappes fru Engla ser till att förlovningen slås upp. Hon vill att Karin ska gifta sig finare.

## Om filmen
Premiärvisningen ägde rum den 26 augusti 1933 i Stockholm. Filmen har även visats i SVT.
Johans lovsång till pilsner, klass två, kan kanske ses som en kommentar till den aktuella debatten om pilsnerfilm. Där kommenterades filmen t.ex. av signaturen Heng Henning Österberg i Tidningen Upsala (29.8.1933) att denna film uppenbarligen fyllde ett stort behov av förströelse och underhållning och därmed var frågan om dess existensberättigande besvarad.

## Rollista (i urval)
- Edvard Persson - Napoleon "Nappe" Johansson
- Dagmar Ebbesen - Engla, hans fruga
- Ejvor Kjellström - Karin, deras dotter
- Gideon Wahlberg - Johan
- Ruth Weijden - Hanna, hans fruga
- Björn Berglund - Gösta, deras son
- Harald Svensson - Johnny Stiernhagen, "avdelningschefen på EPA", bedragare
- Wiola Brunius - Lola, Johnnys partner
- Rut Holm - Majken (ej krediterad)[3]